# Memorie USB

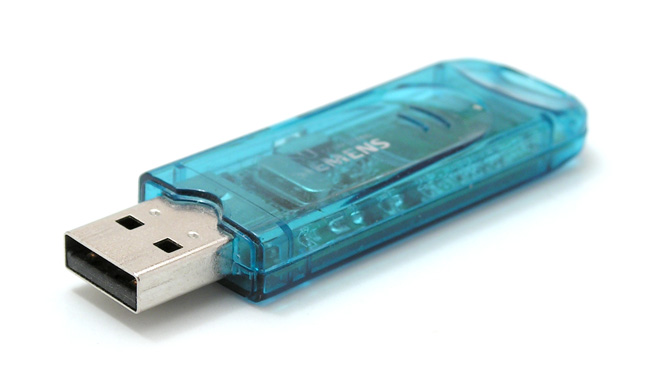
Un dispozitiv USB.

Memoria USB e un dispozitiv de stocare care include memorie flash cu o interfață Universal Serial Bus (USB) integrată. Memoria USB este în general detașabilă și reinscriptibilă, și fizic mult mai mică decât un disc optic. Majoritatea cântăresc mai puțin de 30 de grame. Din ianuarie 2013, sunt disponibile dispozitive cu memorie de până la 512 gigabytes (GB). Memoria USB este cea mai cunoscută formă de NVRAM (Non-Volatile Random Access Memory). 